# Home Alone (R. Kelly)
Home Alone è un brano dell'artista R&B statunitense R. Kelly, in collaborazione col rapper Keith Murray, pubblicato il 30 agosto del 1998 come quarto singolo ufficiale estratto dal suo album di maggior successo R..

## Il brano
Il brano è una up-tempo R&B e west coast rap con elementi di musica funk ed hip hop soul, e parla di una festa piena di divertimento e ragazze.

## Video musicale
Il videoclip del brano è stato diretto da Hype Williams, ed è stato girato nella casa di allora di R. Kelly, rappresentando una festa.

## Classifiche
| Classifica (1998-99) | Posizione massima |
| -------------------- | ----------------- |
| Canada               | 15                |
| Francia              | 39                |
| Germania             | 82                |
| Paesi Bassi          | 70                |
| Nuova Zelanda        | 43                |
| Svezia               | 60                |
| Regno Unito          | 17                |
| Stati Uniti          | 65                |
| Stati Uniti (R&B)    | 22                |